# 良狭院
良狭院（りょうきょういん）は、東京都台東区にある浄土宗の寺院。

## 歴史
1623年（元和9年）、欣誉西存によって開山された。浅草にあった称往院（現在は世田谷区に移転）の塔頭として創建された。
江戸時代は「良狭庵」と称していた。同じ称往院の塔頭に「道光庵」があり、そこの庵主が蕎麦打ちの名人であった。現在、蕎麦屋の名称に「○○庵」と名付けられているのは、この道光庵が由来である。

## 交通アクセス
- つくばエクスプレス浅草駅より徒歩4分。